# 188 Menippe
188 Menippe eller 1948 WQ är en asteroid i asteroidbältet, upptäckt 18 juni 1878 av astronomen Christian Heinrich Friedrich Peters i Clinton, New York, USA. Asteroiden har fått sitt namn efter en av Orions döttrar inom grekisk mytologi.